# Síndrome de Parkes Weber

## Introdução
Síndrome de Parkes Weber (SPW) é uma rara malformação vascular congênita, semelhante à Síndrome de Klippel-Trenaunay, mas tendo suas próprias características distintas. Ela foi descrita pela primeira vez em 1907 pelo dermatologista britânico Frederick Parkes Weber. Ela só é encontrada em cerca de 0,3% da população mundial.

## Características
A SPW é caracterizada por malformações venosas e anomalias capilares cutâneas semelhantes às da Síndrome de Klippel-Trenaunay juntamente com uma malformação arteriovenosa. Malformações linfáticas são raras. Também pode incluir hipertrofia esquelética e/ou dos tecidos moles. A síndrome pode afetar vários membros, o tronco e a cabeça. O tronco e as extremidades inferiores são mais comumente afetados.

## Sintomas

### Malformações capilares
A característica mais comum da SPW são malformações capilares, também conhecidas como manchas em vinho do Porto. Seu aspecto é de uma mácula avermelhada,  que escurece ao longo dos anos. Malformações capilares são lesões de baixo fluxo superficiais, cutâneas, formadas por canais venosos dilatados e aumentados em número. As malformações capilares da SPW costumam ser mais claras, com toma rosado, e mais difusas que aquelas da SKT.

### Anomalias vasculares
Ambas as malformações arteriovenosas (MAV) e fístulas arteriovenosas (AVF) são  anomalias vasculares de alto fluxo. Podem acometer pele, músculos, ossos, órgãos internos e cérebro. Malformações arteriovenosas e AVFs podem causar sangramento, insuficiência cardíaca congestiva, ou problemas neurológicos. Fístulas arteriovenosas, especificamente, causam  insuficiência cardíaca de alto débito. Malformações arteriovenosas se originam durante a embriogênese e raramente regridem espontaneamente. Estas complicações podem fazer da SPW uma condição com risco de vida.

## Causa
Mutações no gene RASA1 (proteína ativadora 1 do RAS p21), localizado no cromossomo 5, causam SPW. Em circunstâncias normais, este gene medeia o crescimento celular, a diferenciação e a proliferação de vários receptores tirosina cinases na superfície das células. Anomalias vasculares associam-se coma perda de função deste gene.
O gene é transmitido através de herança. Recentemente padrões de herança autossômica dominante têm sido relatados. A síndrome de Parkes Weber afeta homens e mulheres igualmente e não existe predominância racial.